# Немецкий танковый музей
Неме́цкий та́нковый музе́й (нем. Deutsches Panzermuseum) — музей бронетанковой техники, расположенный на территории Мунстерского учебного полигона бундесвера. Экспозиция музея создана для сохранения истории развития немецкой бронетехники с 1917 года по настоящее время.
Музей создан в 1983 году на базе коллекции танковой школы бундесвера в Мунстере. Экспозиция музея открыта для всех желающих. Музей находится под совместным управлением танковой школы и муниципалитета Мунстера.
Танковый музей занимает площадь в 9000 квадратных метров, из которых 7500 приходится на выставочные залы.

## Галерея

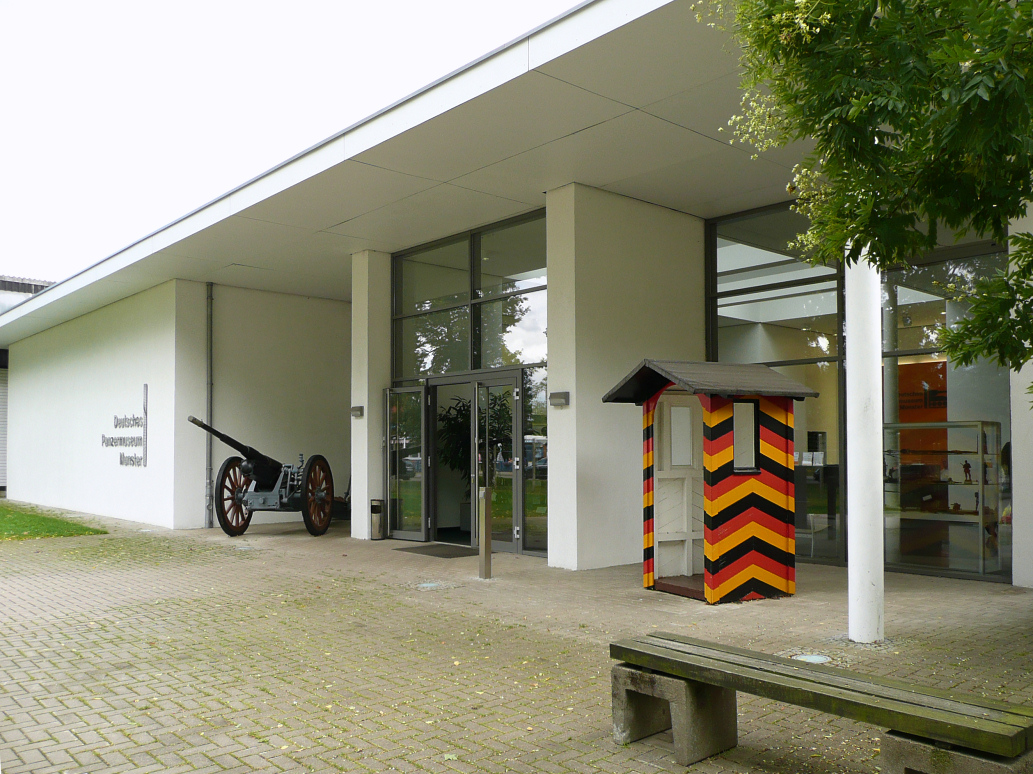
Вход в Немецкий танковый музей
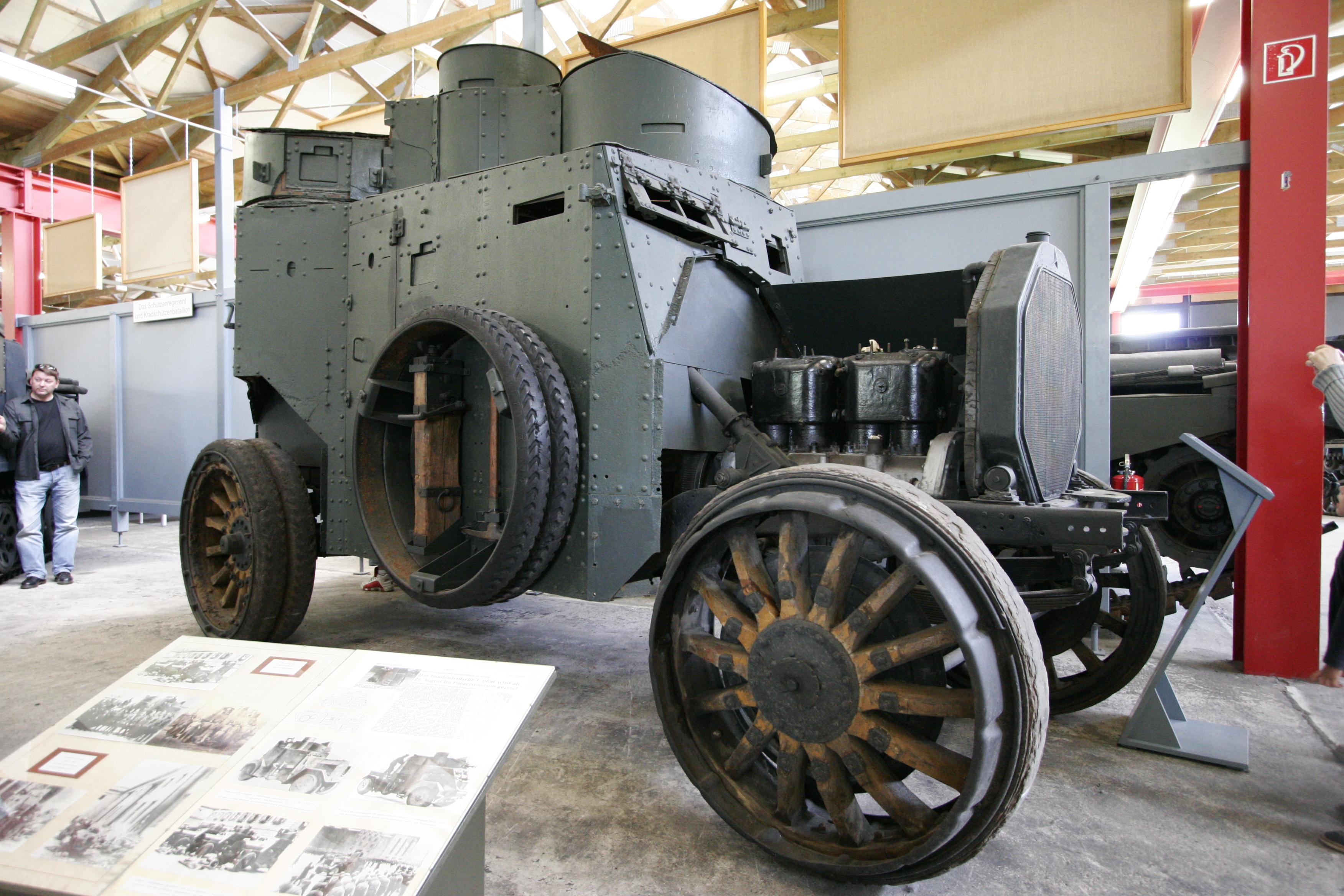
Daimler DZVR 21
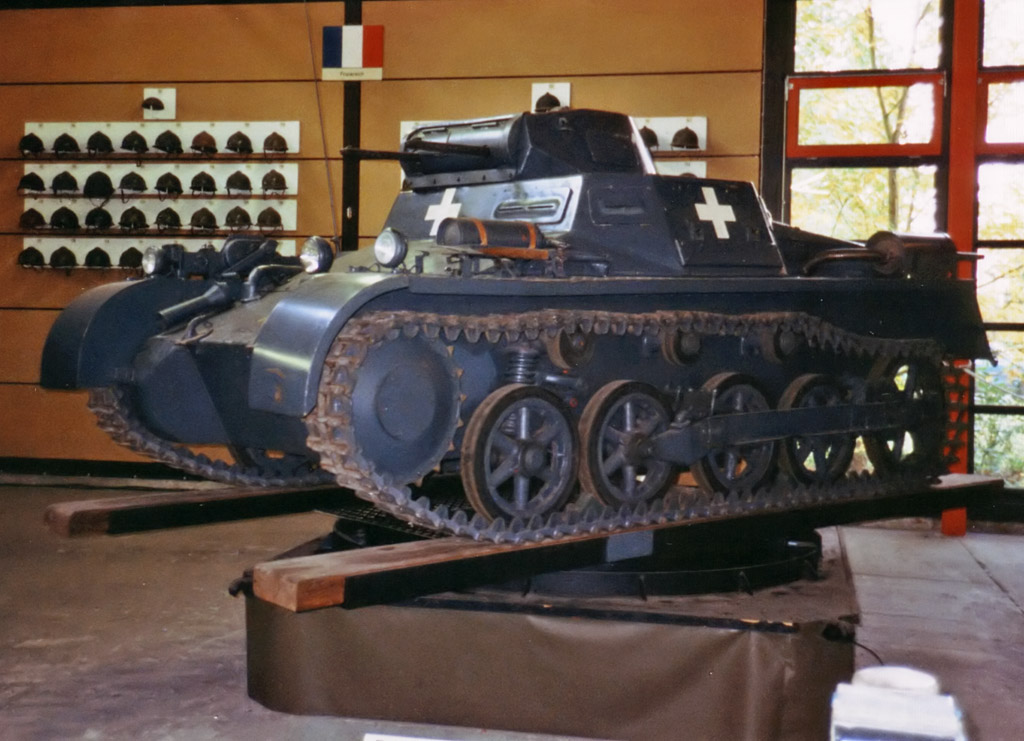
PzKpfw I
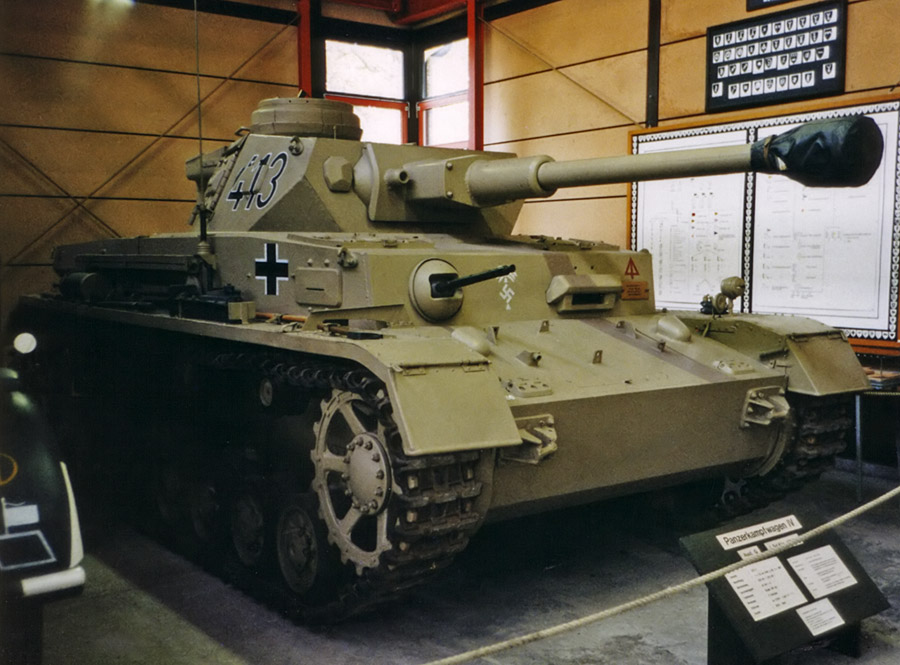
PzKpfw IV
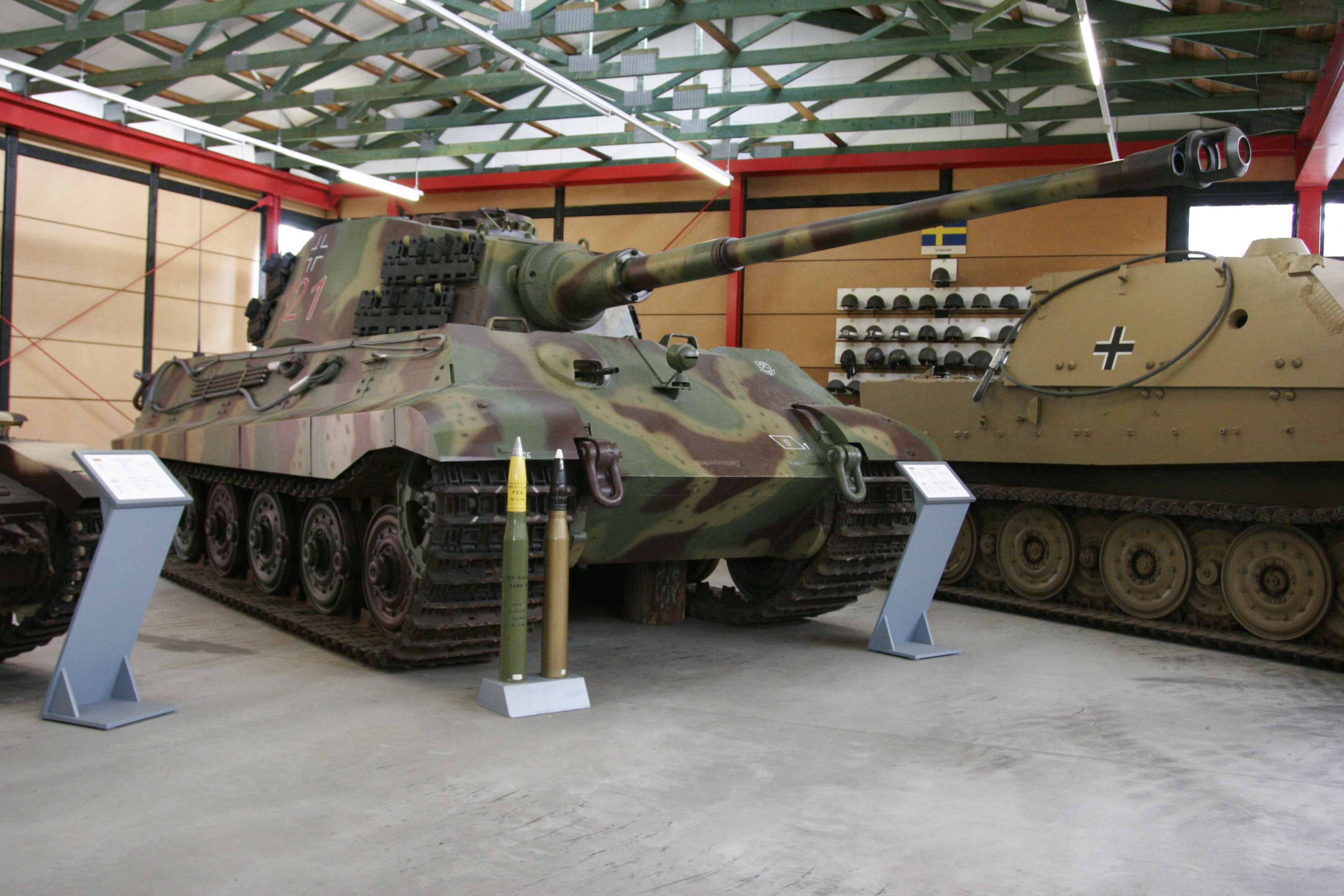
Тигр II
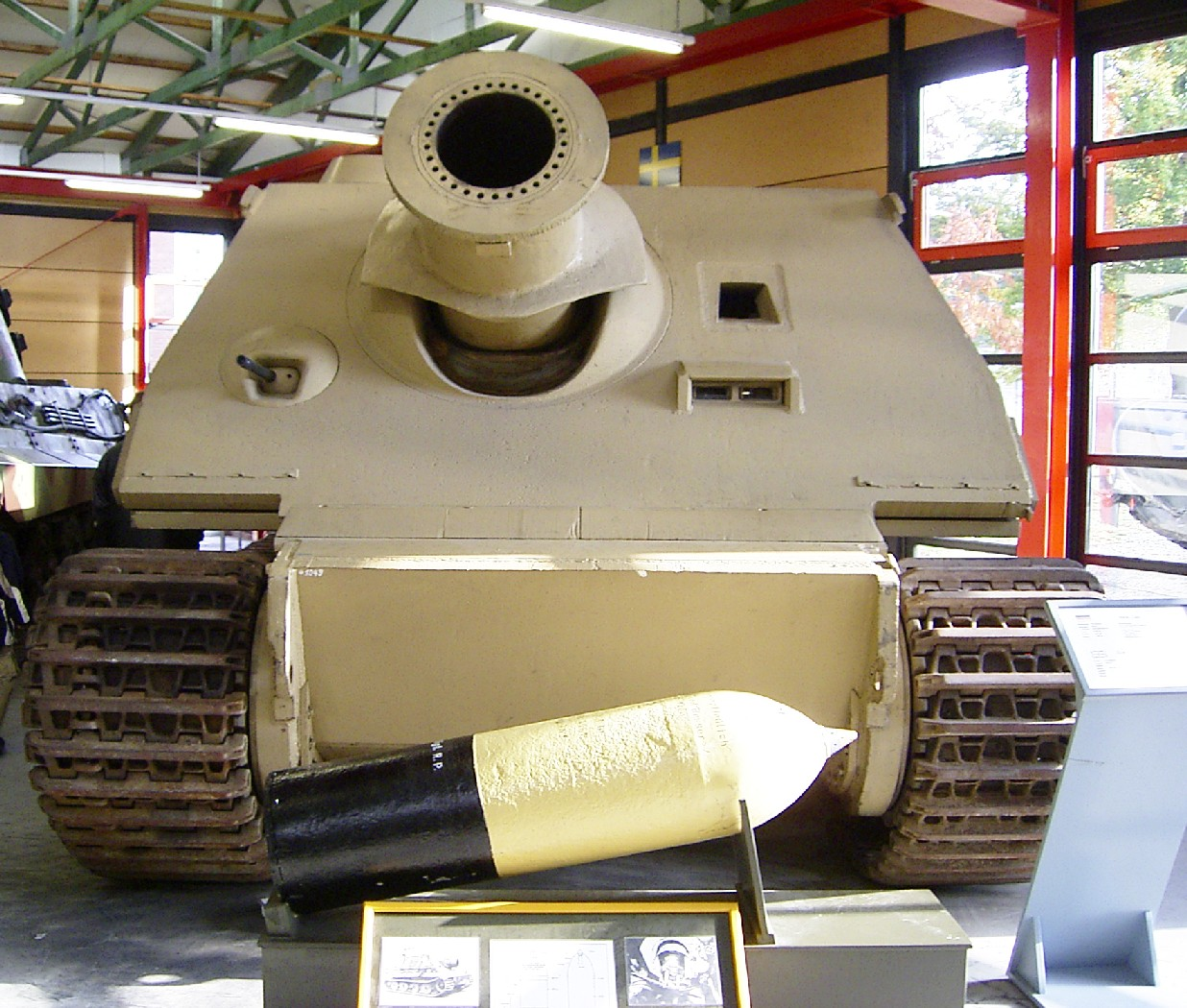
«Штурмтигр»
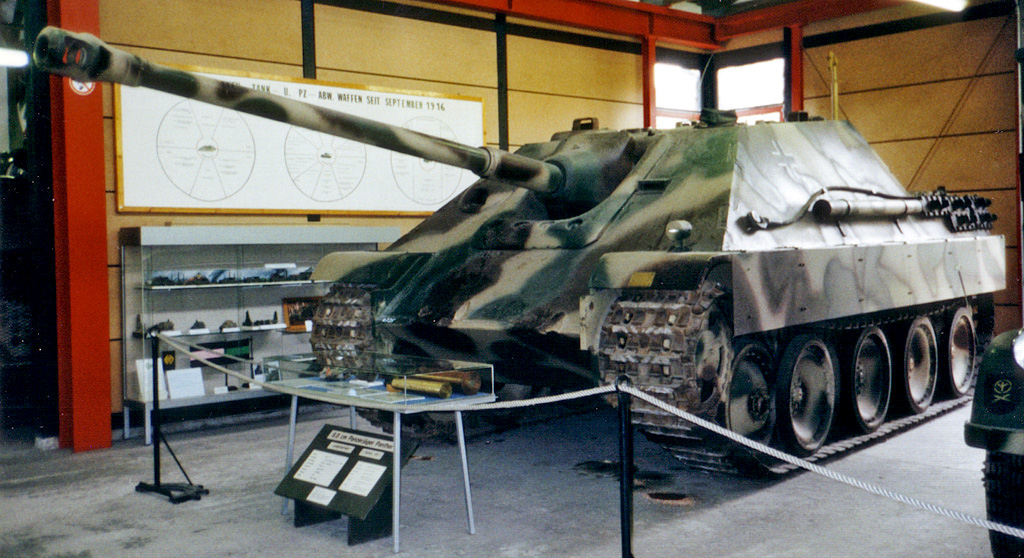
«Ягдпантера»
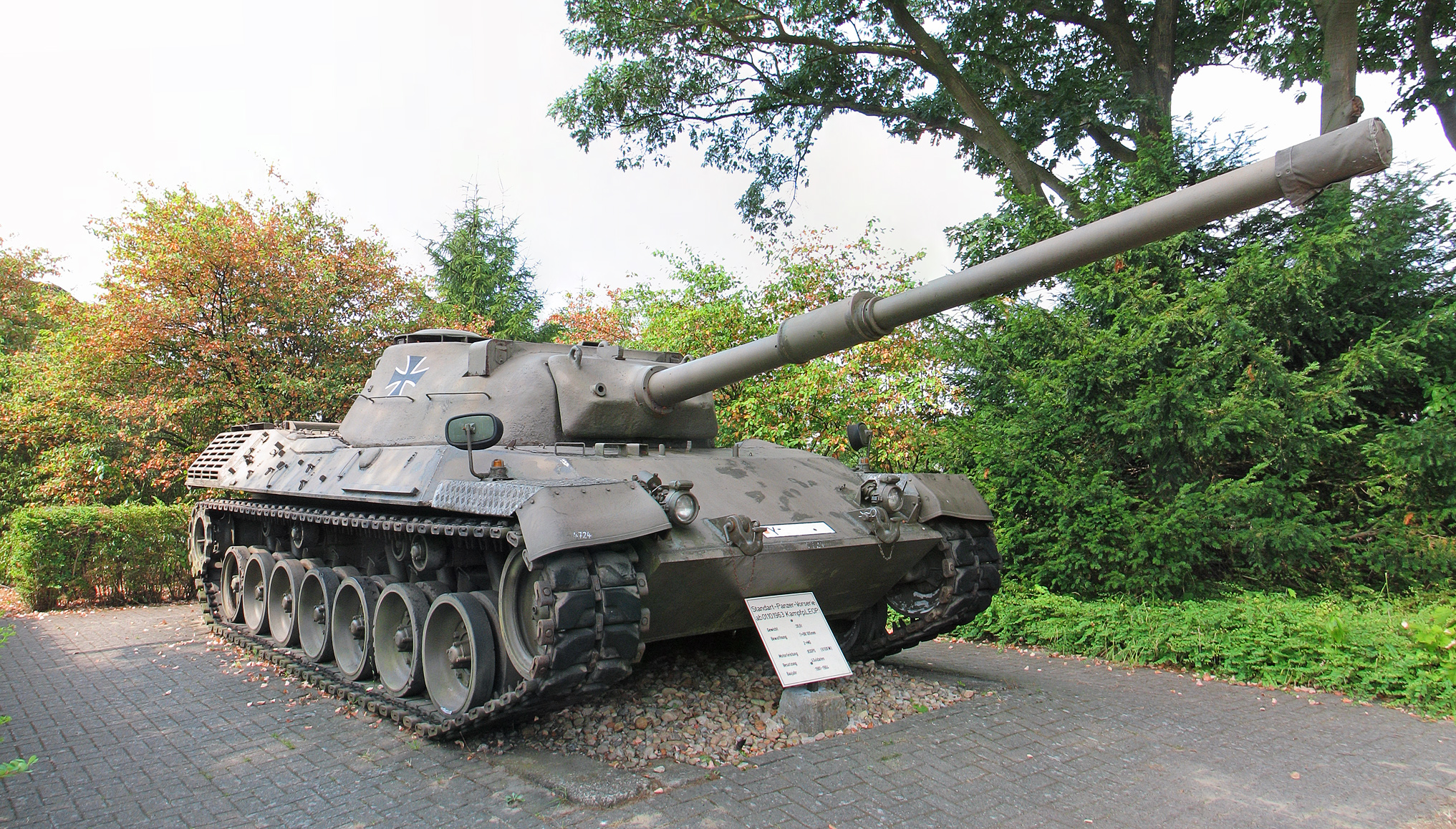
Леопард 1 (2-й прототип)
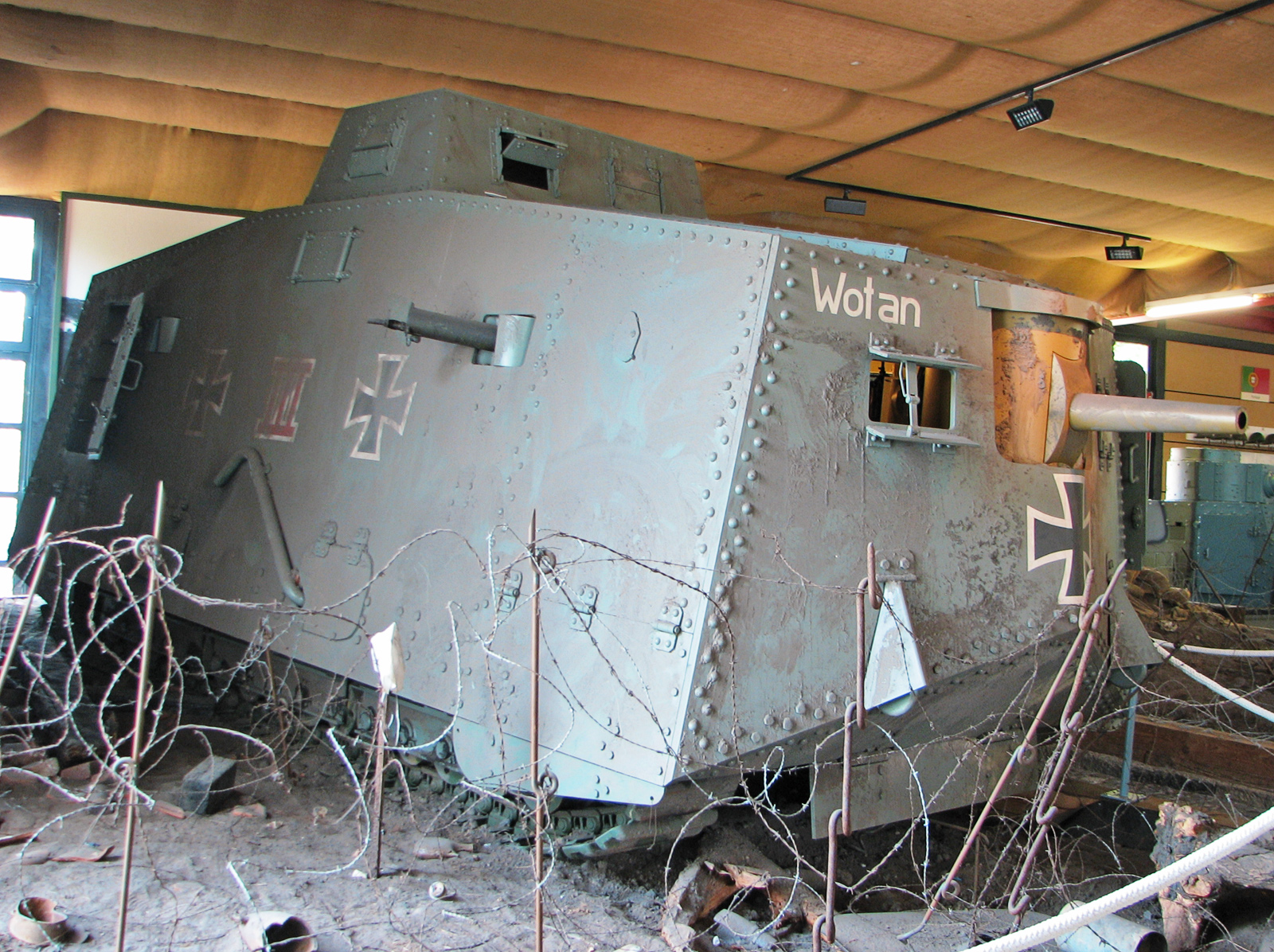
A7V (его реплика)
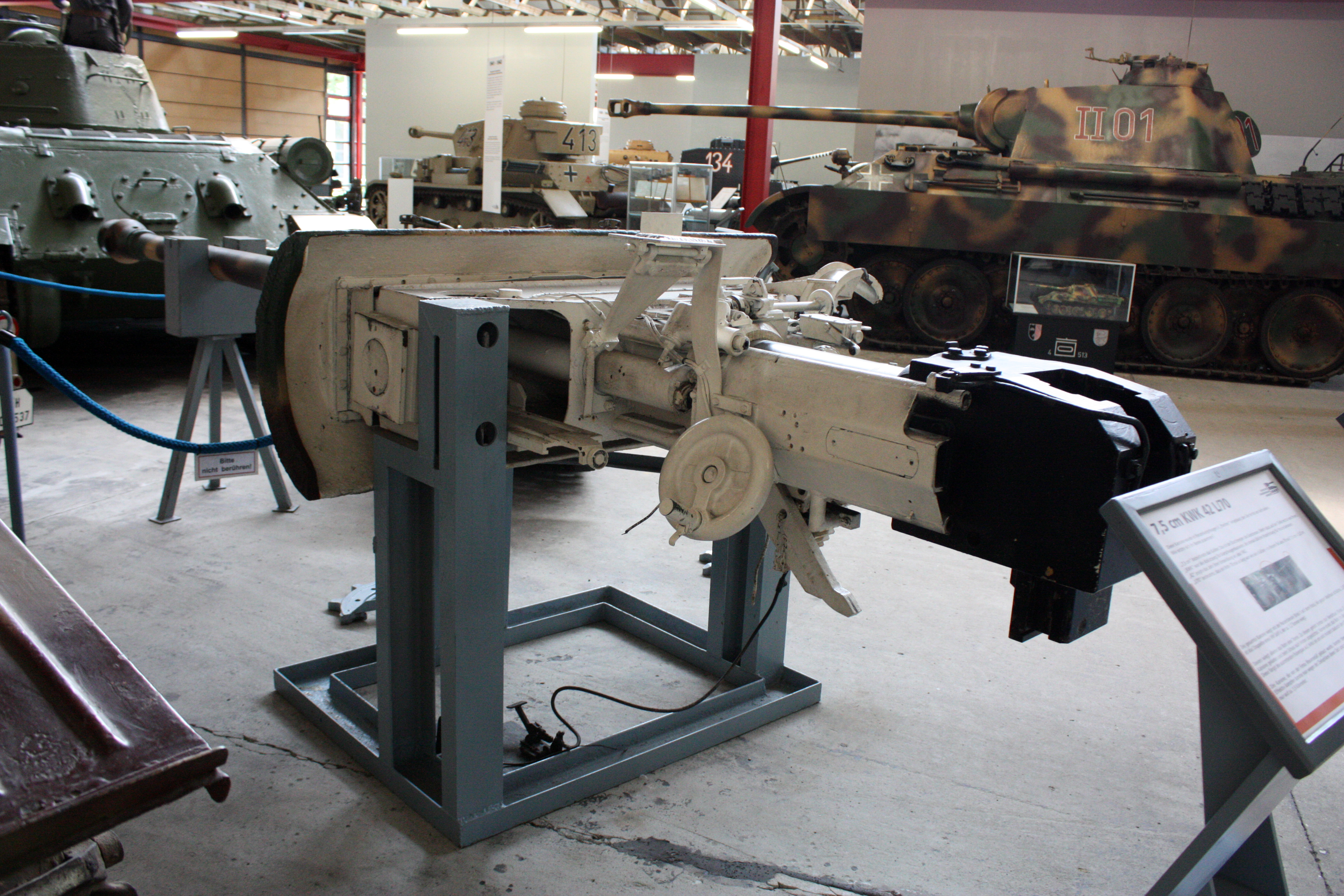
7,5 cm KwK 42 L/70